# Geoffrey de Beauchamp
Geoffrey de Beauchamp († nach 1257) war ein anglonormannischer Ritter, der als Militär und Beamter diente.

## Leben
Geoffrey de Beauchamp entstammte der Familie Beauchamp, der einflussreichsten Adelsfamilie in Bedfordshire. Er war ein jüngerer Sohn von Simon de Beauchamp und von dessen Frau Isabelle. Sein Vater starb vor 1207, worauf Geoffreys älterer Bruder William die Besitzungen der Familie erbte. Als jüngerer Sohn erbte Geoffrey nur kleine Besitzungen. Vor 1234 besaß er nur Grundbesitz von einer halben Knight’s fee in Essex und Hertfordshire. Sein Bruder William war jedoch Verwalter der Ländereien von Robert Daubeney von Cainhoe in Bedfordshire geworden, er hatte auch das Recht erworben, dessen Erben zu verheiraten. Wohl um seinen Bruder zu versorgen, verheiratete William um 1234 Daubeneys Tochter Joan mit Geoffrey. Als Mitgift brachte Joan Besitzungen mit über acht Knight’s fees in die Ehe. Sie starb jedoch offenbar kinderlos vor 1241, als ihre Mitgift unter ihren Geschwistern aufgeteilt wurde.
Geoffrey nahm vermutlich 1240 an dem von Simon de Montfort und Richard von Cornwall geführten Kreuzzug der Barone teil. Während des Krieges gegen die walisischen Fürsten gehörte er 1245 der englischen Armee in Wales an. 1248 diente er in der den englischen Königen gehörenden Gascogne in Südwestfrankreich. Als Provost, als Verwalter von Bayonne bat er 1253 König Heinrich III., angesichts der angespannten Lage selbst in die Gascogne zu kommen. Tatsächlich reiste der König 1254 in seine südwestfranzösischen Besitzungen. Offensichtlich lebte Geoffrey noch 1257, danach wird er nicht mehr erwähnt.